# 繁藤站
繁藤站（日语：／ Shigetō eki */?）是位於日本高知縣香美市，四國旅客鐵道（JR四國）的鐵路車站。車站編號為D35。本站坐落在海拔347.4公尺高的位置，是JR四國的所有車站中海拔最高的車站。而由本站起一直前往高知站方向均為下坡道。
本站3號月台旁的山坡在1972年7月5日疑似因連日大雨引發山泥傾瀉，並沖向一列剛停泊在月台上，附有四卡車箱的列車，機關車及其中一列客卡被完全淹埋，另一卡客車則嚴重損毀，事件導致60人死亡的事故，稱為「繁藤災害」。

## 車站構造
本站的站房為為單層的木造建築，之後經過翻新，主要是更改正門的玄關位及屋頂部份。原站務室現時仍在閉鎖中，只有候車室仍然開放。
本站設有一側式月台及一島式月台，共提供2面3線的月台配置。其中靠近站房的為1號月台。而島式月台及站房間透過行人天橋連接。本站可以作為普通列車避車之用，亦是現時土讚線中其中一個更較常需要普通列車避站的車站。有效長度為4輛。
本站曾為簡易委托站，由附近的商店協助發售車票，2009年起終止，現時為無人站。而在現行的時間表下，本站往往設定為特急列車的交換車站。先到達的特急列車會先駛入副線作運轉停車（即不提供乘客上下車），等待另一方的特急列車通過後再開出，亦常作為普通列車讓避後方特急列車越前的避車站，因此停車時間亦比其他車站為長。

### 月台配置
| 月台 | 路線    | 方向 | 目的地             | 備註                               |
| ---- | ------- | ---- | ------------------ | ---------------------------------- |
| 1    | ■土讚線 | 上行 | 阿波池田方向       | 特急列車通過月台                   |
| 2    | ■土讚線 | 下行 | 土佐山田、高知方向 | 特急列車通過月台，部份普通列車停靠 |
| 3    | ■土讚線 | 下行 | 高知方向           | 普通列車待避月台                   |

## 班次
本站只停靠普通列車，下行列車共有9班，7班以高知站止，頭班車以土佐山田站止，晚上最後一班則延長至須崎站。上行則有8班，全部以阿波池田站為終站。

## 歷史
- 1930年6月21日：正式開業，稱為「天坪站」。
- 1963年10月1日：改名為「繁藤站」。
- 1969年10月1日：貨物提取服務終止。
- 1970年10月1日：變為無人化車站。
- 1972年7月5日：發生「繁藤災害」，導致60人死亡。
- 1987年4月1日：日本國鐵分割民營化，車站的營運由JR四國繼承。

## 相鄰車站
四國旅客鐵道（JR四國）
■土讚線
角茂谷（D34）－繁藤（D35）－新改（D36）（※）－土佐山田（D37）
（※）一部分普通列車不停靠新改站。